# 2011-es UEFA-bajnokok ligája-döntő
A 2011-es UEFA-bajnokok ligája-döntő az európai labdarúgó-klubcsapatok legrangosabb tornájának 19., jogelődjeivel együttvéve az 56. döntője volt. A mérkőzést a londoni Wembley Stadionban rendezték meg. Történelmi jelentőségű, hiszen ebben a stadionban – az elődjében – rendezték eddig a legtöbb európai-kupa döntőt 2011-ig, szám szerint ötöt. Az új Wembleyben ez volt az első európai kupadöntő, melyre 2011. május 28-án került sor. A mérkőzést a Barcelona és a Manchester United játszotta másodszorra is, úgy mint 2009-ben Rómában. A mérkőzést a Barcelona nyerte, amely részt vett a 2011-es UEFA-szuperkupa döntőjében, ahol az ellenfél a 2010–2011-es Európa-liga győztese, a portugál FC Porto volt. A BL győztes részt vett a 2011-es FIFA-klubvilágbajnokságon is.

## Helyszín
Az UEFA 2009. január 29-én döntött arról, hogy a londoni Wembley Stadionban rendezik a döntőt. A Wembleyben öt BEK-döntőt rendeztek 2011-ig. 1968-ban és 1978-ban angol csapat nyert, a Manchester a Benfica ellen 4–1-re 1968-ban, a Liverpool a Club Brugge ellen 1–0-ra 1978-ban. Az 1963-as döntőben a Benfica 2–1-re verte az AC Milan csapatát. A holland Ajax is itt nyerte az első BEK-címét, amikor 1971-ben 2–0-ra nyert a Panathinaikósz ellen. 1992-ben a Barcelona az olasz Sampdoria ellen győzött 1–0-ra, hosszabbítás után.

## Játékvezető

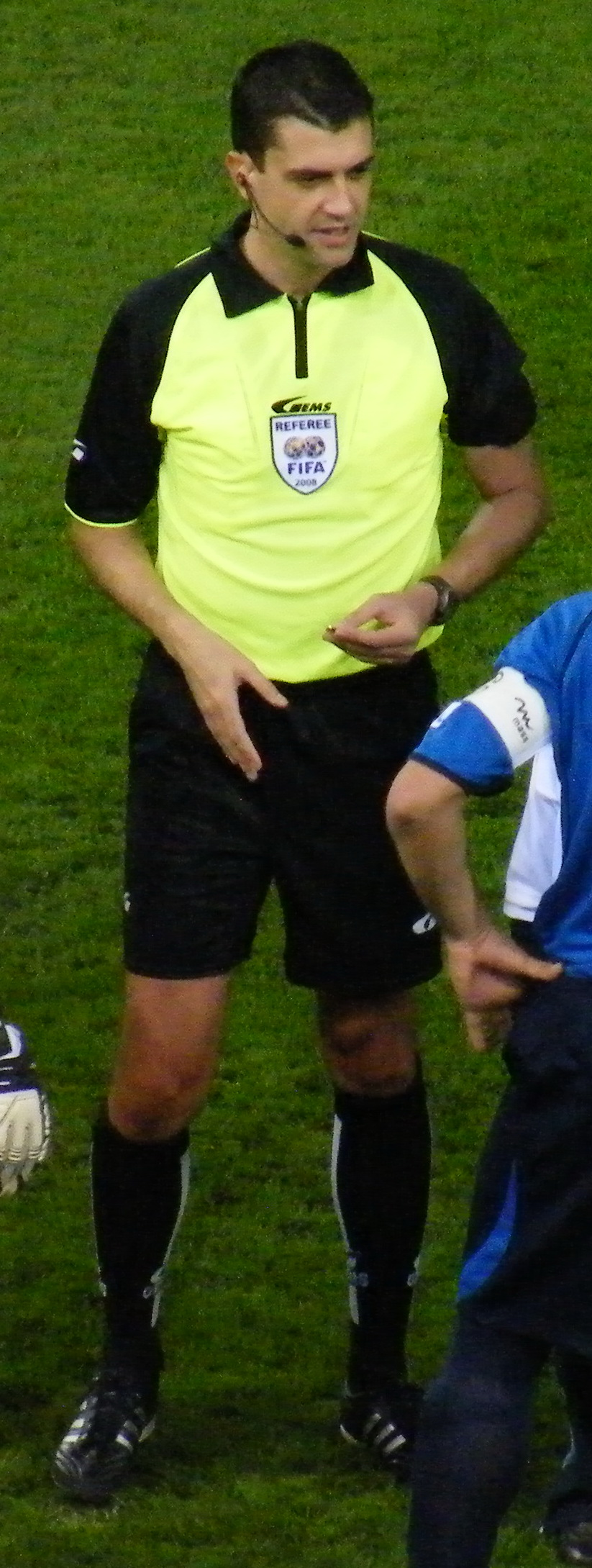
Kassai Viktor

A mérkőzés játékvezetője Kassai Viktor volt. Kassai legjelentősebb, általa vezetett mérkőzései közé tartozik 2008 óta a 2008-as pekingi olimpia döntője, valamint a 2010-es világbajnokságon két csoportmeccsen, egy nyolcaddöntőn és a Németország–Spanyolország elődöntőn bíráskodott. Magyar játékvezető az 1992–93 óta íródó UEFA-bajnokok ligája történetében másodszor vezette a döntőt, 2011-et megelőzően 1997-ben Puhl Sándor vezette a Borussia Dortmund–Juventus mérkőzést. Ezt megelőzően a BEK-ben kétszer, az 1976-os és az 1981-es BEK-döntőt vezette a magyar Palotai Károly.
Kassai volt az első, aki 35 évesen vezethetett UEFA-bajnokok ligája-döntőt, a rekordot korábbról Pierluigi Collina tartotta 39 évével.

## Résztvevők
A döntő két résztvevője a spanyol Barcelona és az angol Manchester United voltak.
Már a negyeddöntőket követően biztossá vált, hogy ez egyik részt vevő spanyol csapat lesz, mert az elődöntőben Real Madrid–Barcelona mérkőzésre került sor.
A Barcelona és a Manchester is háromszor nyert BEK-et, illetve BL-t, érdekesség, hogy mindkét csapat a Wembleyben aratta első BEK-sikerét. A spanyol csapat 1992-ben, 2006-ban és 2009-ben, az angol klub pedig 1968-ban, 1999-ben és 2008-ban nyerte meg a legrangosabb európai kupát. A 2009-es döntőt egymás ellen játszották, akkor a Barcelona nyert 2–0-ra.
A 2010–2011-es szezonban mindkét csapat megnyerte hazája bajnokságát.

## Út a döntőig
Az eredmények az adott csapat szempontjából szerepelnek.
| Csapat         | M | Gy | D | V | G+ | G– | Gk  | P  |
| -------------- | - | -- | - | - | -- | -- | --- | -- |
| Barcelona      | 6 | 4  | 2 | 0 | 14 | 3  | +11 | 14 |
| København      | 6 | 3  | 1 | 2 | 7  | 5  | +2  | 10 |
| R. Kazany      | 6 | 1  | 3 | 2 | 2  | 4  | –2  | 6  |
| Panathinaikósz | 6 | 0  | 2 | 4 | 2  | 13 | –11 | 2  |

| Csapat        | M | Gy | D | V | G+ | G– | Gk  | P  |
| ------------- | - | -- | - | - | -- | -- | --- | -- |
| Manchester U. | 6 | 4  | 2 | 0 | 7  | 1  | +6  | 14 |
| Valencia      | 6 | 3  | 2 | 1 | 15 | 4  | +11 | 11 |
| Rangers       | 6 | 1  | 3 | 2 | 3  | 6  | –3  | 6  |
| Bursaspor     | 6 | 0  | 1 | 5 | 2  | 16 | –14 | 1  |

## A mérkőzés
| 2011. május 28. 20:45 (CEST) |

| FC Barcelona                  | 3–1               | Manchester United |
| ----------------------------- | ----------------- | ----------------- |
| Pedro 27' Messi 54' Villa 69' | (1–1) Jegyzőkönyv | Rooney 34'        |

| Wembley Stadion, London Nézőszám: 87 695 Játékvezető: Kassai Viktor (magyar) |

| FC Barcelona | Manchester United |

| GK              | 1  | Víctor Valdés     | 85' |       |
| RB              | 2  | Daniel Alves      | 60' | 88'   |
| CB              | 3  | Gerard Piqué      |     |       |
| CB              | 14 | Javier Mascherano |     |       |
| LB              | 22 | Éric Abidal       |     |       |
| DM              | 16 | Sergio Busquets   |     |       |
| CM              | 6  | Xavi              |     |       |
| CM              | 8  | Andrés Iniesta    |     |       |
| RW              | 10 | Lionel Messi      |     |       |
| LW              | 17 | Pedro             |     | 90+2' |
| CF              | 7  | David Villa       |     | 86'   |
| Cserék:         |    |                   |     |       |
| GK              | 38 | Oier Olazábal     |     |       |
| CB              | 5  | Carles Puyol      |     | 88'   |
| FW              | 9  | Bojan Krkić       |     |       |
| MF              | 15 | Seydou Keita      |     | 86'   |
| MF              | 20 | Ibrahim Afellay   |     | 90+2' |
| WF              | 21 | Adriano Correia   |     |       |
| MF              | 30 | Thiago Alcántara  |     |       |
| Vezetőedző:     |    |                   |     |       |
| Josep Guardiola |    |                   |     |       |

| GK                | 1  | Edwin van der Sar |     |     |
| RB                | 20 | Fábio             |     | 69' |
| CB                | 5  | Rio Ferdinand     |     |     |
| CB                | 15 | Nemanja Vidić     |     |     |
| LB                | 3  | Patrice Evra      |     |     |
| CM                | 16 | Michael Carrick   | 61' | 77' |
| CM                | 11 | Ryan Giggs        |     |     |
| RM                | 25 | Antonio Valencia  | 79' |     |
| LM                | 13 | Pak Csiszong      |     |     |
| CF                | 10 | Wayne Rooney      |     |     |
| CF                | 14 | Javier Hernández  |     |     |
| Cserék:           |    |                   |     |     |
| GK                | 29 | Tomasz Kuszczak   |     |     |
| FW                | 7  | Michael Owen      |     |     |
| MF                | 8  | Anderson          |     |     |
| CB                | 12 | Chris Smalling    |     |     |
| MF                | 17 | Nani              |     | 69' |
| MF                | 18 | Paul Scholes      |     | 77' |
| MF                | 24 | Darren Fletcher   |     |     |
| Vezetőedző:       |    |                   |     |     |
| Sir Alex Ferguson |    |                   |     |     |

| A mérkőzés játékosa: Lionel Messi (Barcelona) Asszisztensek: Erős Gábor (oldalvonal) Ring György (oldalvonal) Fábián Mihály (gólvonal) Bognár Tamás (gólvonal) Negyedik játékvezető: Vad István Tartalék játékvezető:: Kispál Róbert |

## Statisztikák

### Első félidő
|                 | FC Barcelona | Manchester United |
| --------------- | ------------ | ----------------- |
| Gól             | 1            | 1                 |
| Összes lövés    | 8            | 2                 |
| Lövés kapura    | 3            | 1                 |
| Labdabirt.      | 67%          | 33%               |
| Szöglet         | 1            | 0                 |
| Szabálytalanság | 2            | 5                 |
| Les             | 0            | 4                 |
| Sárga lap       | 0            | 0                 |
| Kiállítás       | 0            | 0                 |

### Második félidő
|                 | Barcelona | Manchester United |
| --------------- | --------- | ----------------- |
| Gól             | 2         | 0                 |
| Összes lövés    | 11        | 2                 |
| Lövés kapura    | 9         | 0                 |
| Labdabirt.      | 61%       | 39%               |
| Szöglet         | 5         | 0                 |
| Szabálytalanság | 3         | 11                |
| Les             | 1         | 1                 |
| Sárga lap       | 2         | 2                 |
| Kiállítás       | 0         | 0                 |

### Összesen
|                 | Barcelona | Manchester United |
| --------------- | --------- | ----------------- |
| Gól             | 3         | 1                 |
| Összes lövés    | 19        | 4                 |
| Lövés kapura    | 12        | 1                 |
| Labdabirt.      | 63%       | 37%               |
| Szöglet         | 6         | 0                 |
| Szabálytalanság | 5         | 16                |
| Les             | 1         | 5                 |
| Sárga lap       | 2         | 2                 |
| Kiállítás       | 0         | 0                 |